# نيكولاس دي أوريانو
نيكولاس دي أوريانو (بالفرنسية: Nicolas D'Oriano)‏ (مواليد 5 مايو 1997) هو سبّاح فرنسي، مثّل بلاده في الألعاب الأولمبية الصيفية 2016.

## روابط خارجية
نيكولاس دي أوريانو على موقع الاتحاد الدولي للسباحة (الإنجليزية)
- نيكولاس دي أوريانو على موقع SwimRankings.net (الإنجليزية)
- نيكولاس دي أوريانو على موقع اللجنة الأولمبية الدولية (الإنجليزية)
- نيكولاس دي أوريانو على موقع أوليمبيديا (الإنجليزية)
- نيكولاس دي أوريانو على موقع اللجنة الأولمبية الفرنسية (مؤرشف) (الفرنسية)